# Прапор Повітряних сил України
Прапор Повітряних сил України затвержено Указом Президента України від 20 червня 2006 року № 551/2006.

## Стандартизація розміру та кольору
Прапор Збройних Сил України являє собою прямокутне полотнище малинового кольору зі співвідношенням сторін 2:3. 
|             | Малиновий                  | Жовтий                     | Блакитний                   | Синій                       |
| ----------- | -------------------------- | -------------------------- | --------------------------- | --------------------------- |
| RGB         | 229, 9, 127                | 248, 243, 5                | 50, 160, 223                | 0, 23, 136                  |
| Hexadecimal | E5097F                     | F8F305                     | 32A0DF                      | 001788                      |
| CMYK        | 0, 96, 45, 10              | 0, 2, 98, 3                | 78, 28, 0, 13               | 100, 83, 0, 47              |
| Pantone     | Pantone Solid Coated 219 C | Pantone Solid Coated 388 C | Pantone Solid Coated 2171 C | Pantone Solid Coated 2371 C |

## Опис
Прапор Повітряних Сил Збройних Сил України являє собою прямокутне полотнище блакитного кольору зі співвідношенням сторін 2:3.
У центрі полотнища розміщено зображення емблеми Повітряних Сил Збройних Сил України. Висота емблеми становить 4/5 висоти полотнища. Емблема Повітряних Сил Збройних Сил України являє собою прямий рівносторонній хрест із розбіжними сторонами малинового кольору, в центрі якого у круглому медальйоні синього кольору вміщено зображення Знака Княжої Держави Володимира Великого. Медальйон накладено на стилізовані зображення меча вістрям угору на вертикальних сторонах хреста, двох крил на горизонтальних сторонах хреста. Висота медальйона становить 2/5 висоти хреста. Пружки хреста і медальйона, зображення меча і крил - золоті.
Обидві сторони полотнища ідентичні.

## Джерело
- Указ Президента України «Про символіку, яка використовується у Збройних Силах України» [Архівовано 12 липня 2016 у Wayback Machine.]